# Conura segoviae
Conura segoviae is een vliesvleugelig insect uit de familie bronswespen (Chalcididae). De wetenschappelijke naam is voor het eerst geldig gepubliceerd in 1904 door Cameron.